# Robert Allen Dyer

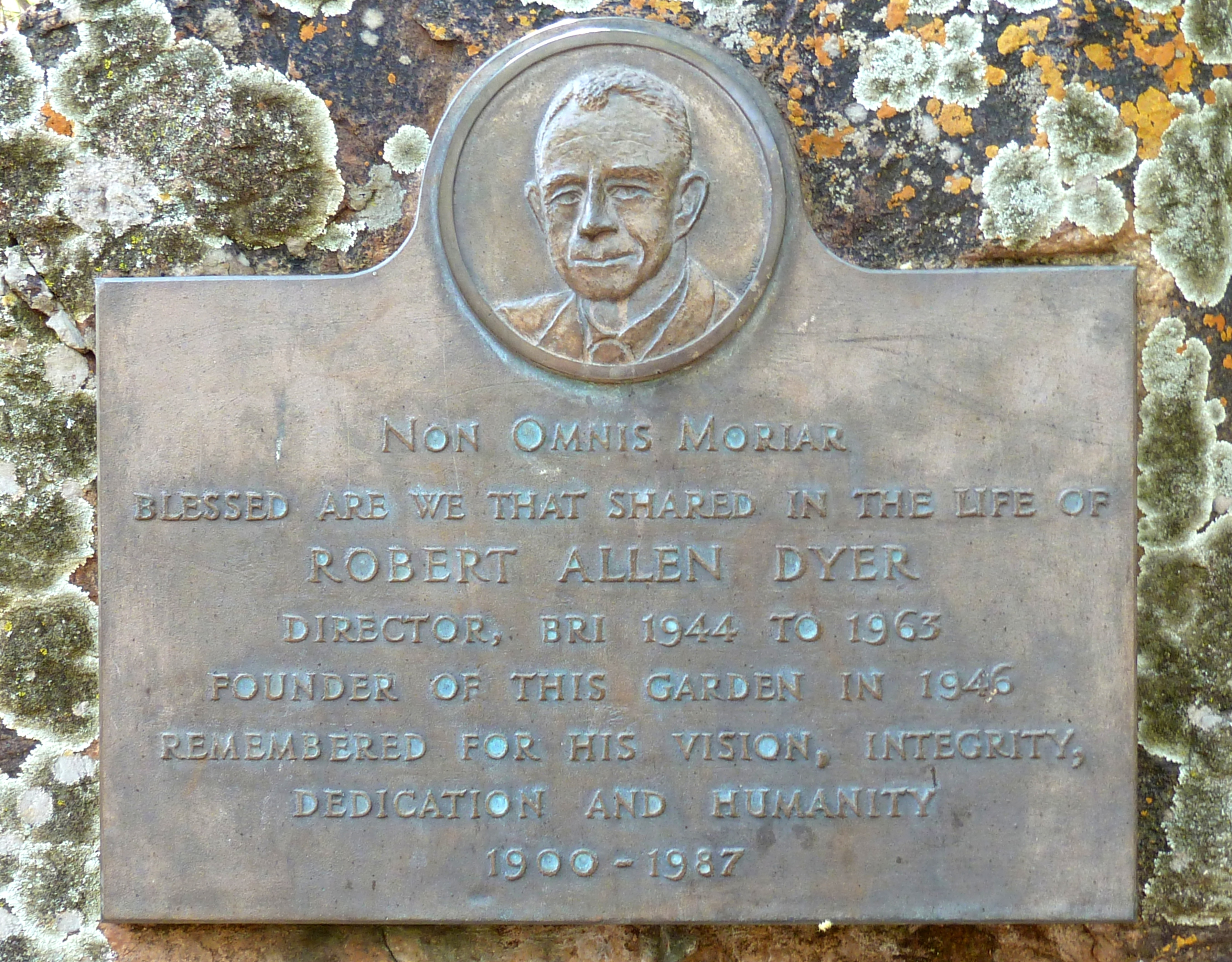
Gedenkplakette für Robert Allan Dyer im Pretoria National Botanical Garden

Robert Allen Dyer (* 21. September 1900 in Pietermaritzburg; † 26. Oktober 1987 in Johannesburg) war ein südafrikanischer Botaniker. Sein botanisches Autorenkürzel lautet „R.A.Dyer“.

## Leben
Dyer studierte ab 1919 am Michaelhouse College und am Natal University College, wo er 1923 den Master of Science erlangte und 1937 zum D.Sc. promoviert wurde. 1925 wurde er als Assistent von Selmar Schönland in Grahamstown und als Kurator des Albany Museum Herbarium in den Mitarbeiterstab der Abteilung für Botanik berufen. Von 1931 bis 1934 war er als South African Botanical Liaison Officer (SABLO) in den Royal Botanic Gardens, Kew tätig. Danach wurde er an das National Herbarium, Pretoria, versetzt, wo er Leiter und von 1944 bis 1963 Direktor des Botanischen Forschungsinstituts war.
Dyer war verantwortlich für den Aufbau einer offiziellen botanischen Forschungsabteilung, für die Gründung des Nationalen Botanischen Gartens von Pretoria und für die Initiierung der der Publikation Flora of Southern Africa. Seine wichtigsten Beiträge lagen im Bereich der Pflanzentaxonomie, insbesondere bei Gruppen wie den Amaryllidaceae und den sukkulenten Pflanzen. Er veröffentlichte zahlreiche Beiträge in den Publikationen Bothalia und Flowering Plants of Africa, die er während seiner Zeit als Direktor herausgab. Zu seinen bemerkenswerten Veröffentlichungen gehören The Succulent Euphorbieae (1941), in Zusammenarbeit mit Alain Campbell White und Boyd Lincoln Sloane The South African cycads (Bothalia, 1965), die Beiträge über die Myrsinaceae, Primulaceae und Plumbaginaceae (1963), über die Stangeriaceae und, mit Inez Clare Verdoorn über die Zamiaceae (1966) in der Flora of southern Africa. Nach seiner Pensionierung im Jahr 1963 setzte er seine Arbeit im Institut fort, hauptsächlich am zweibändigen Werk The genera of Southern African flowering plants (Band I, Dicotyledons, 1975; und mit Anna Amelia Mauve, Band II Monocotyledons, 1976).
Dyer sammelte etwa 6000 Pflanzenexemplare, darunter 200 auf der Insel Tristan da Cunha im Jahr 1937. Seine Herbarbelege befinden sich im National Herbarium in Pretoria, in Grahamstown, in Kirstenbosch, im Bolus-Herbarium und im Herbarium des South African Museum.

## Mitgliedschaften, Auszeichnungen und Dedikationsnamen
1941 wurde Dyer zum Fellow der American Cactus and Succulent Society gewählt und erhielt die Herbert-Medaille der American Amaryllis Society. Von 1941 bis 1942 war er Präsident der Sektion C der South African Association for the Advancement of Science. Er wurde 1945 Fellow der Royal Society of South Africa. 1948 war er Präsident der South African Biological Society und erhielt deren Senior Captain Scott Medal. Von 1960 bis 1961 Präsident der South African Association for the Advancement of Science und erhielt die South African Medal. Von 1961 bis 1972 war er Präsident der Pretoria Horticultural Society. 1973 erhielt er die erste Goldmedaille der South African Association of Botanists und 1976 verlieh ihm die Witwatersrand-Universität den Ehrendoktortitel. Nach Dyer sind die Gattung Radyera Bullock (Synonym für Allenia E.Phillips) sowie die Arten Aridaria dyeri N.E.Br. und Hereroa dyeri L.Bolus benannt.

## Schriften (Auswahl)
- mit Alain Campbell White und Boyd Lincoln Sloane: The Succulent Euphorbiae (1941)
- The South African Cycads (Bothalia, 1963)
- Flora of Southern Africa – Myrsinaceae, Primulaceae and Plumbaginaceae (1963)
- mit Inez Clare Verdoorn: Flora of Southern Africa – Stangeriaceae, Zamiaceae (1966)
- mit Amelia Mauve, A. E. Loxton und Peter Goldblatt: The genera of Southern African flowering plants: Flora of southern Africa (Band 1, Dicotyledons 1975; Band 2, Monocotyledons, 1976) (3. Auflage). Pretoria: Dept. of Agricultural Technical Services. ISBN 978-0-621-02854-6.